# Abdij Sainte-Marie d'Arles
De Abdij Sainte-Marie d'Arles is een voormalige benedictijner abdij in Vallespir in de Franse gemeente Arles-sur-Tech (Pyrénées-Orientales).

## Geschiedenis
De Abdij Sainte-Marie d'Arles werd gesticht in 820 door de Spaanse benedictijner monnik Castellanus. Hij vestigde zich in de vallei van de Tech die verlaten was in de periode dat de Saracenen deze streek beheersten (739-811). In 821 al kreeg de abdij koninklijke bescherming. De Karolingen zagen in de stichting van abdijen een belangrijk hulpmiddel om de streek opnieuw te bevolken. Het werk van Castellanus werd verdergezet door zijn opvolger Babylas die zorg droeg voor de groeiende bezittingen van de abdij in de omgeving. De abdij werd later in de 9e eeuw geplunderd en vernield door Vikingen die de Tech opvoeren. Abt Arnulfe schonk aan de abdij relieken van de heiligen Abdon en Sennen. Vanaf 1078 sloot de abdij zich aan bij de Orde van Cluny en werd ze ondergeschikt aan de Abdij Saint-Pierre van Moissac.
In 1046 werd de abdijkerk ingewijd. De kerk onderging verbouwingen en werd een tweede keer ingewijd in 1157. In die periode kende de abdij haar bloeitijd. Nochtans kon de abdij niet rekenen op de (financiële) steun van de graven van Cerdagne, in tegenstelling tot de Abdij Saint-Michel de Cuxa. De abdij had dan ook niet erg veel bezittingen. In 1151 ontving abt Bernard wel de heerlijkheid Saint-Jean d'Oms. En de abdij ontving inkomsten door de opvang van pelgrims op weg naar Santiago de Compostella.
In 1235 ontstond er een conflict tussen abt Arnald I en het dorp Arles dat was ontstaan rond de abdij. De dorpelingen protesteerden tegen de zware banrechten op de molen en de oven van de abdij. Dit conflict werd pas bijgelegd na tussenkomst van de bisschop en de koning.
In de 18e eeuw was het kloosterleven in de abdij in verval geraakt. De bisschop van Elne, die titelvoerend abt was, besloot in 1770 tot opheffing van de abdij. Na de Franse Revolutie werden de abdijgebouwen verkocht als nationaal goed, uitgezonderd de abdijkerk die parochiekerk van Arles werd.

## Gebouwen
De driebeukige abdijkerk is gericht op het westen en dateert uit de 11e en de 12e eeuw. De kerk heeft drie apsissen en aan de voorzijde twee torens met een defensieve functie. De granieten latei aan de ingang is 9e-eeuws en een romaans, gebeeldhouwd timpaan uit de 11e eeuw stelt Christus en de vier evangelisten voor. In de kerk bevindt zich een sarcofaag uit de 3e of 4e eeuw. Verder is er een 18e-eeuws orgel.

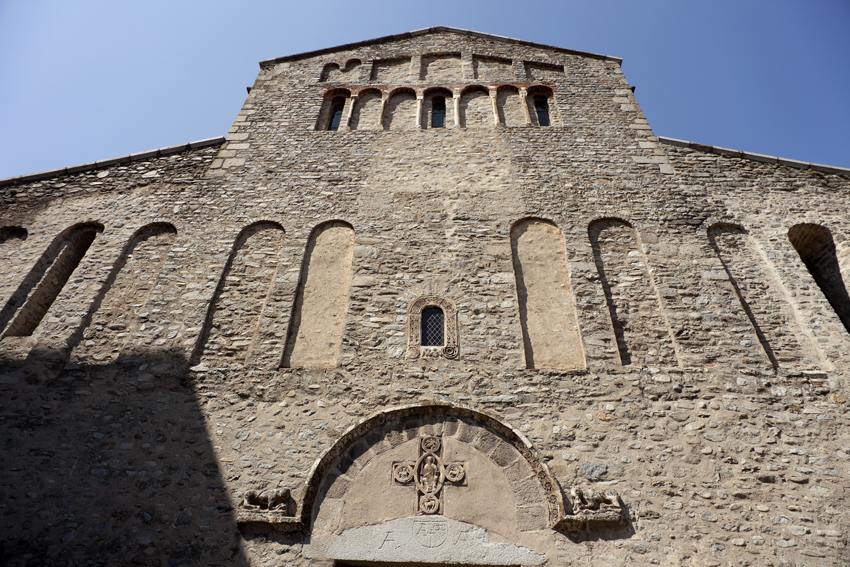
Voorgevel
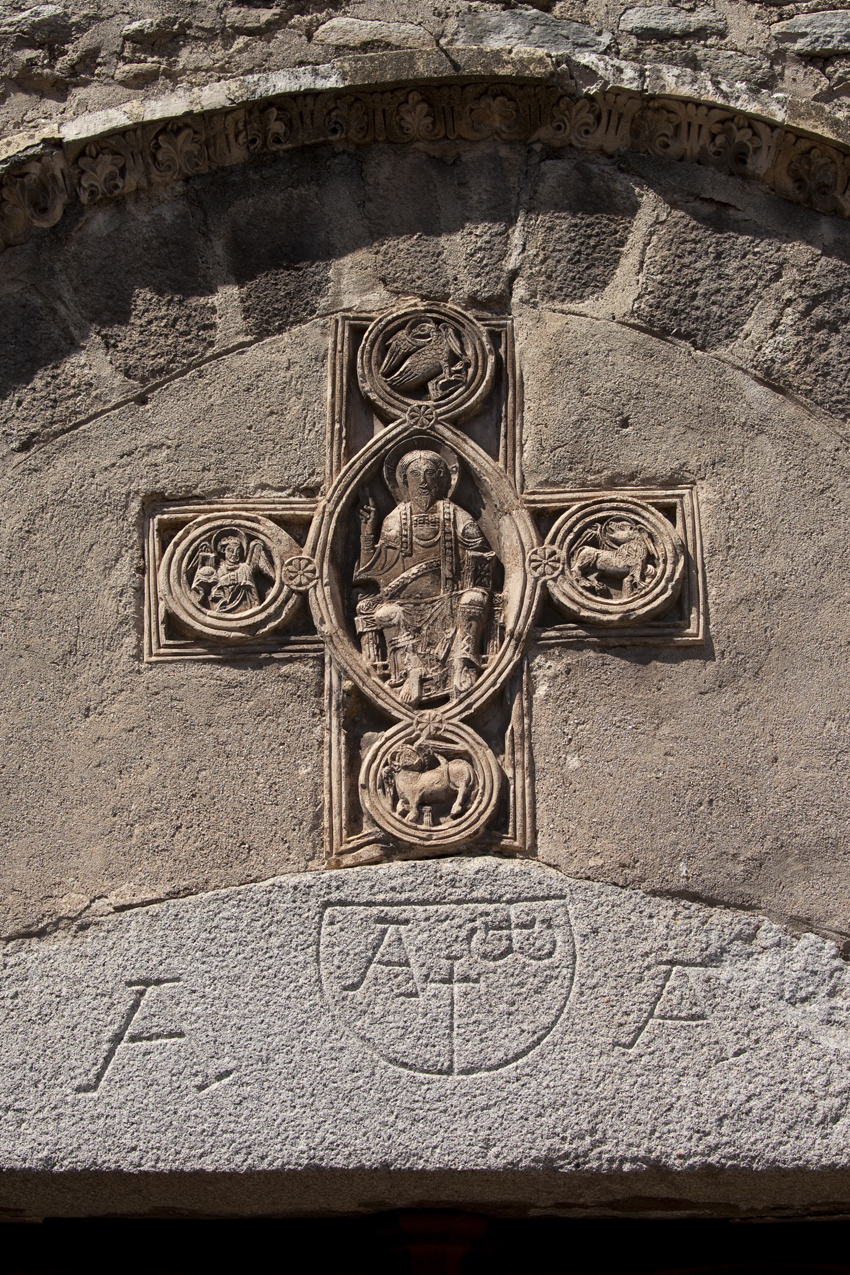
Timpaan met een voorstelling van Christus en de vier evangelisten en latei met Alfa en Omega
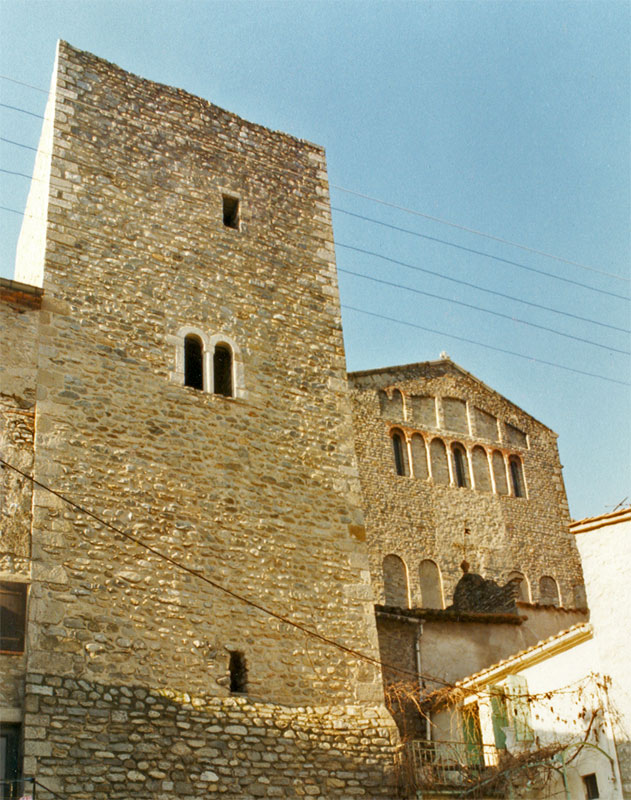
Defensieve toren
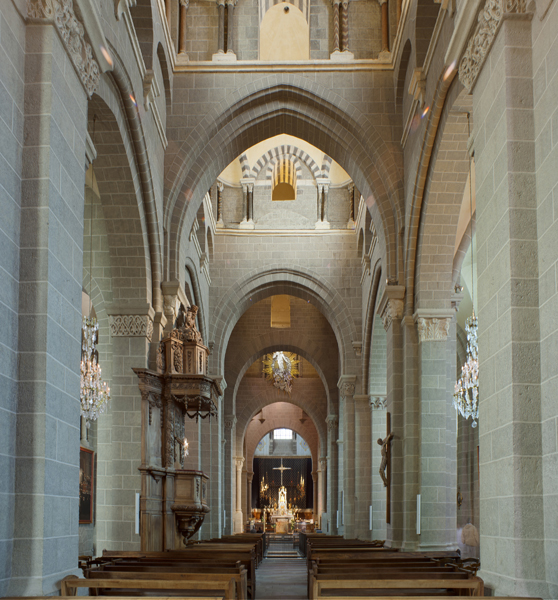
Interieur
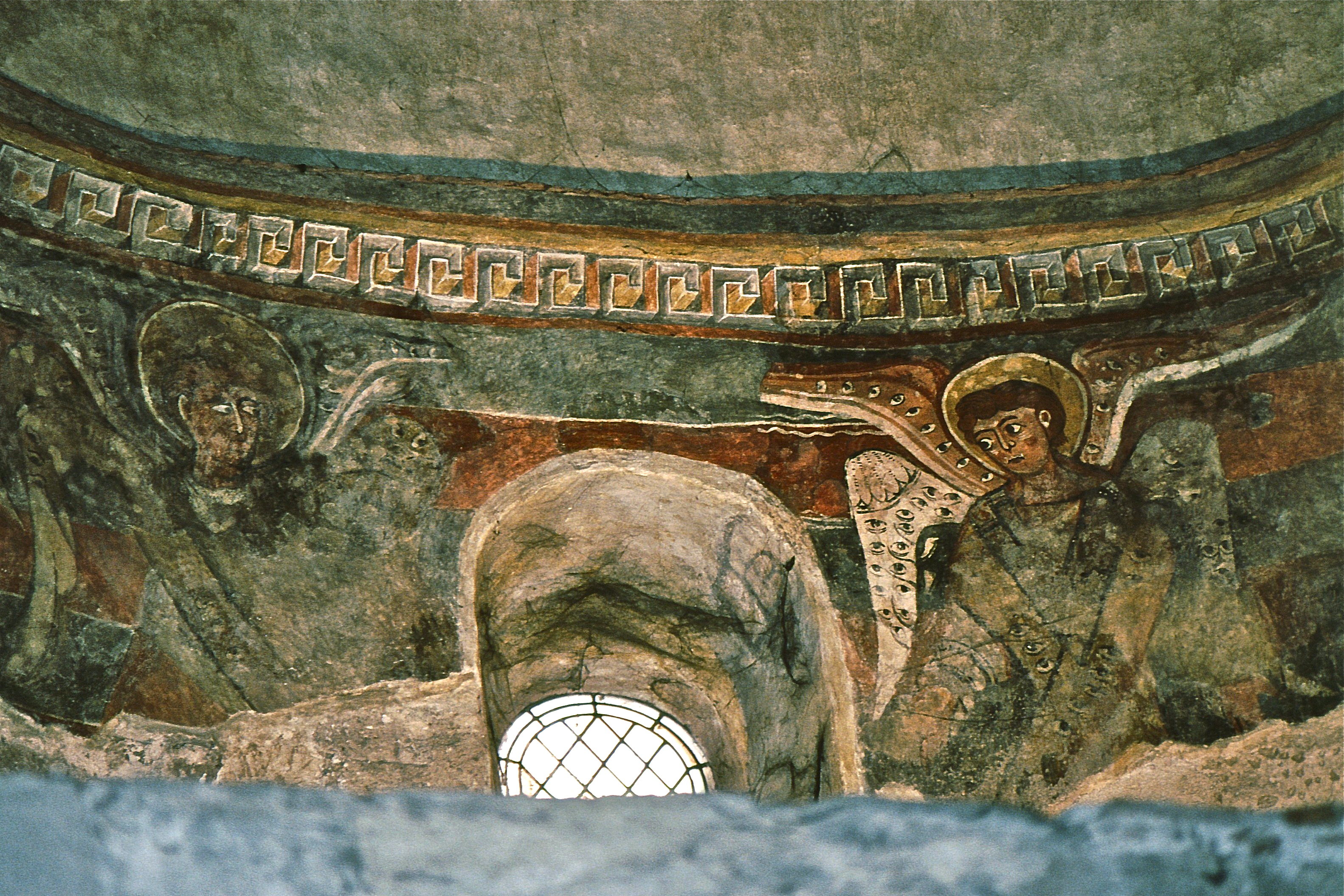
Fresco in de kerk
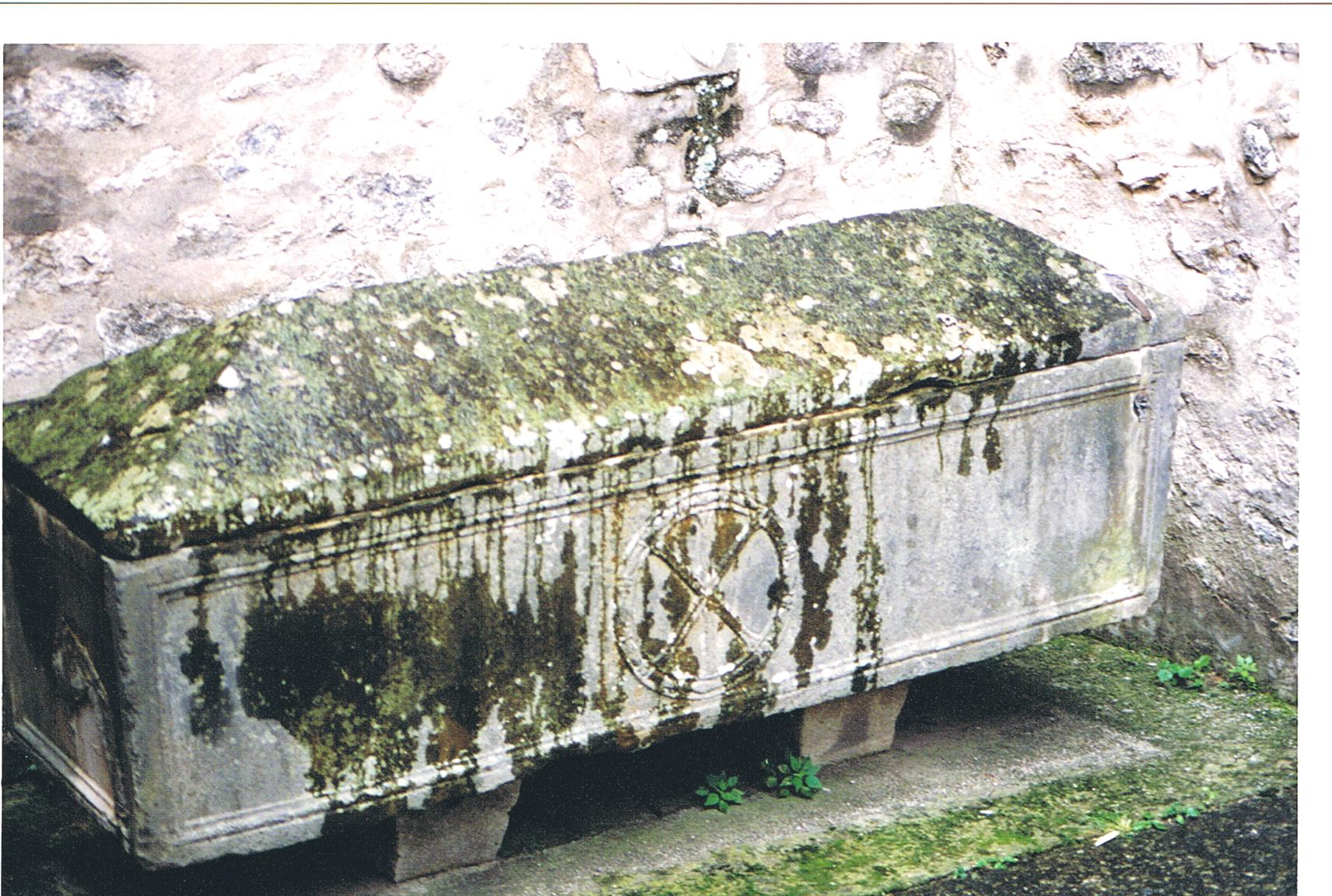
De Sainte Tombe, een voorchristelijke sarcofaag die zich "op miraculeuze wijze" met water vult. Onderzoek heeft geleerd dat het gaat om regen- en condenswater.
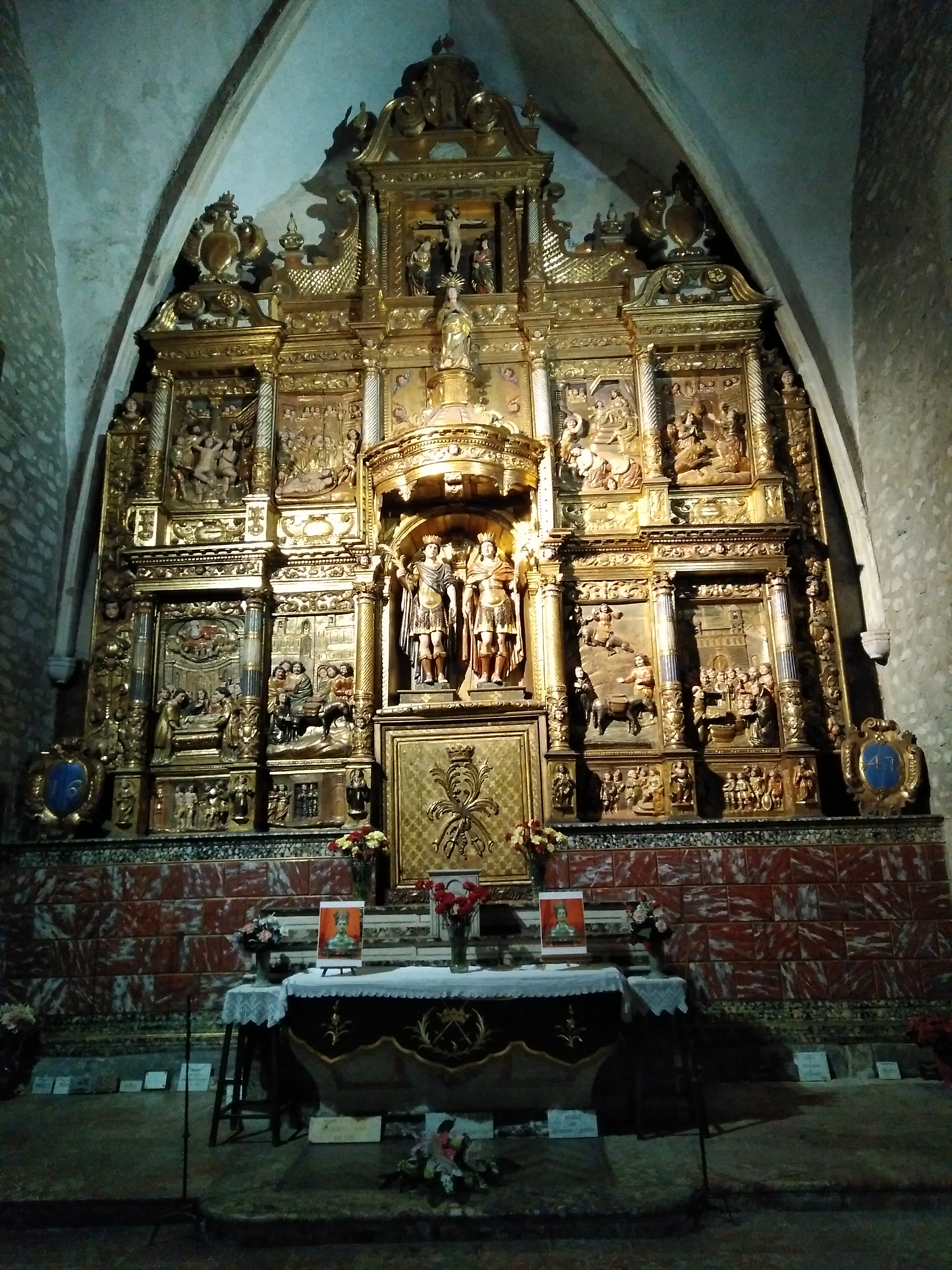
Retabel uit 1647 van Lazare Trémullas

Van het oude, romaanse klooster zijn geen overblijfselen bewaard. Het gotische klooster werd gebouwd rond 1300 onder abt Ramon Desbac. Hiervoor werd wit marmer uit Céret en steen uit Gerona gebruikt. In de kloostertuin staat een 16e-eeuws ijzeren kruis (La Creu del Gra).

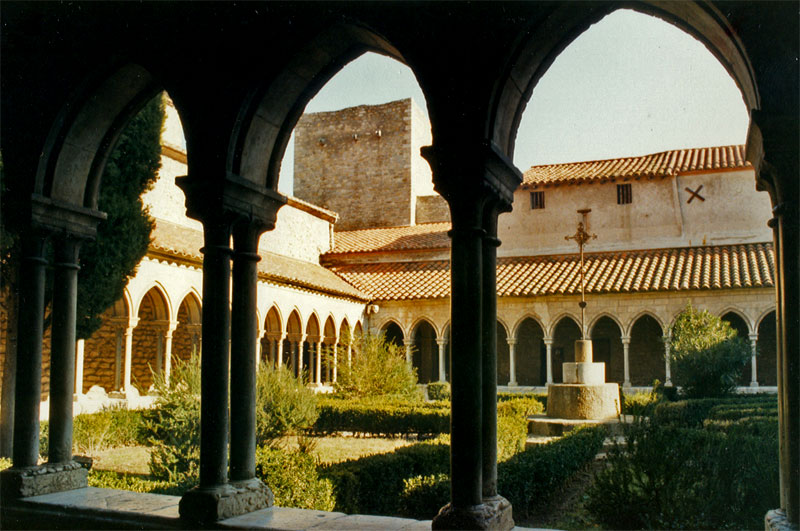
Gotisch klooster
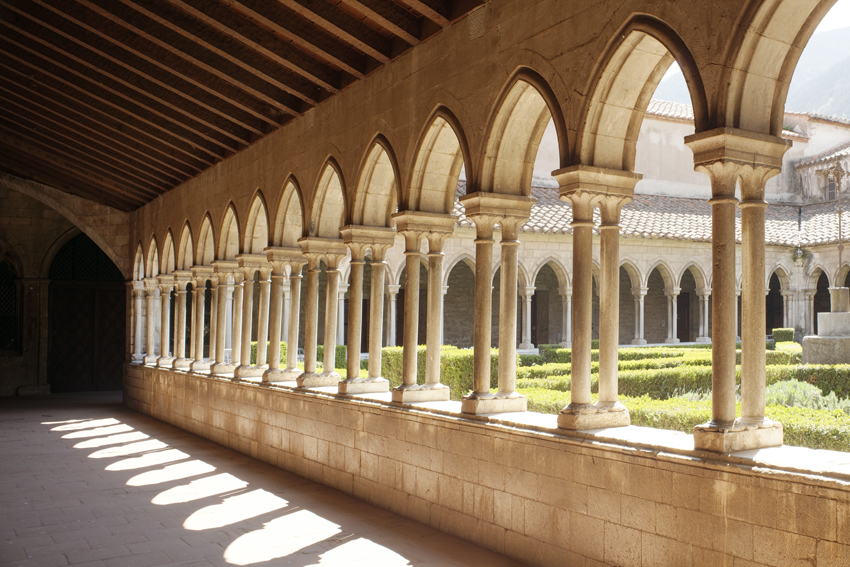
Kloostergang
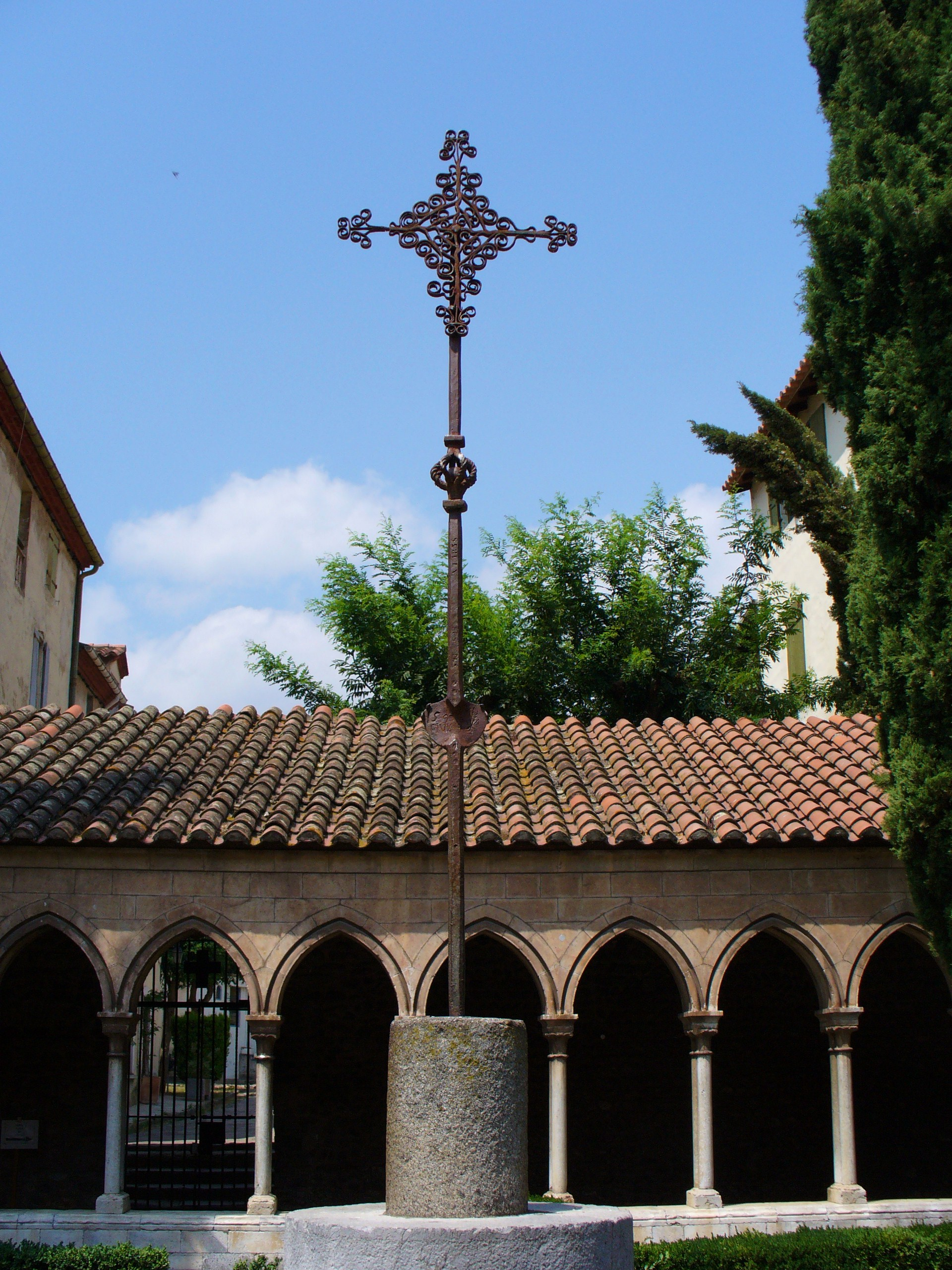
La Creu del Gra
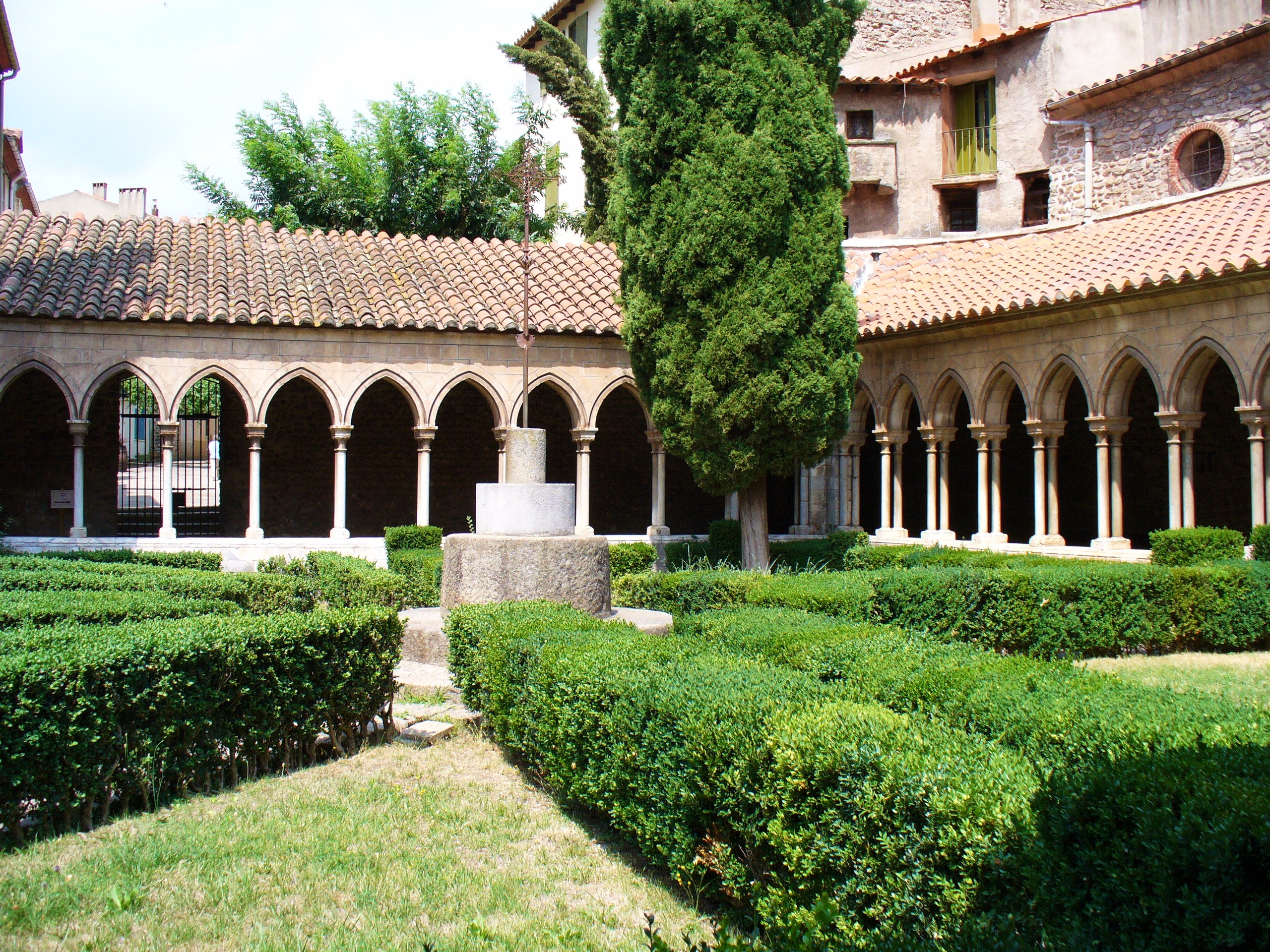
Kloostertuin